# Physochlaina
Physochlaina je rod biljaka iz porodice pomoćnica (krumpirovke). Na popisu je 10 vrsta zeljastih trajnica raširenih po umjerenoj Aziji.
Tipična vrsta je Physochlaina physaloides koja se intenzivno se uzgaja kao ljekovita biljka u Unutrašnjoj Mongoliji i Kini. Utvrđeno je da ekstrakti njegovog korijena liječe razne bolesti, uključujući rak. Rod je opisan u A General History of the Dichlamydeous Plants 4: 470. 1838.

## Priznate vrste
1. Physochlaina alaica Korotkova
2. Physochlaina albiflora Grubov
3. Physochlaina capitata A.M.Lu
4. Physochlaina infundibularis Kuang
5. Physochlaina macrocalyx Pascher
6. Physochlaina macrophylla Bonati
7. Physochlaina orientalis (M.Bieb.) G.Don
8. Physochlaina physaloides (L.) G.Don
9. Physochlaina praealta (Decne.) Miers
10. Physochlaina semenowii Regel